# Breve

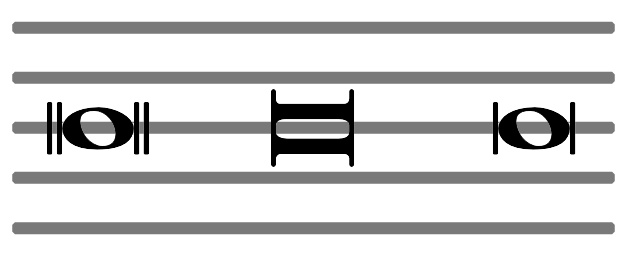
Três formas de grafar a breve

Breve é a nota musical que tem duração equivalente ao dobro da semibreve. A nota foi utilizada até a Idade Média, sobretudo no Canto gregoriano. Durante este período, a breve era a nota mais curta - daí o seu nome. Atualmente, a breve é a nota mais longa que pode ser escrita com uma única figura, mas raramente é utilizada, pois sua duração é maior que a maioria dos compassos.